# Claudia Castelo Branco
Claudia de Araújo Castelo Branco Castro (, 10 de janeiro de 1981) é uma pianista, compositora e arranjadora musical brasileira.
Juntamente com a pianista Bianca Gismonti, formam um duo chamado Gisbranco.